# Tripadvisor
Tripadvisor är ett företag som tillhandahåller en webbplats för resenärer. Materialet består till stor del av användarskapat innehåll. Företaget är börsnoterat på Nasdaq.